# Sealed with a Kiss
Sealed with a Kiss är en popballad skriven av Peter Udell och Gary Gield. Låten handlar om ett kärlekspar som tvingas vara åtskilda under en sommar, och ger varandra löftet att återförenas i september. Till dess skickar berättaren brev till sin älskade varje dag, förseglade med en kyss. Låten har blivit populär i flera artisters tolkningar.
Den spelades först in av vokalgruppen The Four Voices 1960 utan att bli någon hit. Först 1962 blev låten en stor framgång då Brian Hyland gav ut den som singel. 1967 blev låten åter en hit i Sverige i popgruppen The Hounds version. I USA blev den samma år en mindre hit i en inspelning av Gary Lewis and the Playboys. 1972 spelades den in av Bobby Vinton och blev även denna gång en hit. 1989 gjorde låten ånyo ett återtåg in på flera länders singellistor i en inspelning av Jason Donovan. Denna blev bland annat etta på brittiska singellistan.

## Listplaceringar, Brian Hyland
| Lista (1962)   | Position              |
| -------------- | --------------------- |
| Finland        | 1                     |
| Nederländerna  | 6                     |
| Storbritannien | 3                     |
| Sverige        | 9 (Kvällstoppen)      |
| Sverige        | 2 (Tio i topp)        |
| USA            | 3 (Billboard Hot 100) |